# 15-cm-schweres Infanteriegeschütz 33
Das 15-cm-schwere Infanteriegeschütz 33 (kurz sIG 33) bildete zusammen mit dem leichten Infanteriegeschütz 18 die Standardausrüstung an Infanteriegeschützen der deutschen Infanterieregimenter der Wehrmacht im Zweiten Weltkrieg.

## Entwicklung und Produktion
Die Geschichte dieser Waffe begann am 26. Januar 1925, als der Chef der Heeresleitung in einer Besprechung über das Artillerieprogramm die Neukonstruktion eines „mittleren Minenwerfer“ genehmigte. Nachdem das Rheinland nicht mehr französisch besetzt war, lief die Entwicklung des späteren s.I.G. 33 als „15,24-cm-Minenwerfer“ ab 1926 bei Rheinmetall in Düsseldorf.
1933 wurde es als „schweres Infanteriegeschütz 33 Besp.“ beim Heer eingeführt und blieb in verschiedenen Ausführungen bis zum Kriegsende im Einsatz. Eine Änderung im Jahr 1936 brachte letztlich das „sIG 33 Ausf. A“ und 1938 das „sIG 33 Ausf. B“ mit einer Lafette in Mischbauweise Leichtmetall und Stahl, die Ausf. B wurde vermutlich aufgrund von Materialengpässen während des Krieges eingestellt. Eine Kraftzugvariante, das sIG 33 (Kfz) hatte gummierte Räder.
Ab Anfang 1941 versuchte man, wie bereits mehrfach zuvor, das Gewicht des Geschützes durch Entwicklungsarbeiten bei Rheinmetall zu senken. Von 1942 an wurden mehrere Modelle mit Selbstfahrlafetten hergestellt.
In der Gesamtheit aller Ausführungen, ging das deutsche Heer am 1. September 1939 mit einem Bestand von 410 Geschützen in Räderlafetten in den Zweiten Weltkrieg. Die Zahl der monatlich gefertigten Geschütze nahm im Verlauf des Krieges ständig zu und erreichte schließlich die höchste Produktionszahl von 230 Stück im Februar 1945, hierin sind jedoch die Geschütze die dann auf Selbstfahrlafetten montiert wurden enthalten. Insgesamt wurden rund 4600 Stück gefertigt.
Produziert wurde es bei der AEG in Hennigsdorf und der Böhmischen Waffenfabrik in Strakonice.  Der Herstellungspreis des Geschützes betrug 20.450 RM.

## Konstruktion
Das sIG 33 ist ein Flach- und Steilfeuergeschütz mit großer Kastenholmlafette bei der Rücklauf- und Vorholsystem in der Wiege unterhalb des Rohres liegen. Der Schildzapfen der Rohrwiege befand sich weit hinten, um eine möglichst große Rohrerhöhung zu ermöglichen. Das seitliche Richten erfolgte durch Verschiebung der Lafette auf der Achse. Weiterhin waren zwei Federausgleicher zum Ausgleich der Mündungslastigkeit an den Seiten der Lafette angebracht. Typisch war der geteilte Schutzschild links und rechts des Rohres. Anfänglich kamen breite Stahlgussräder mit und ohne Vollgummibereifung zum Einsatz. Gegen Ende des Krieges wurden diese, um Material zu sparen, durch Räder mit Holzspeichen ersetzt.

## Munition

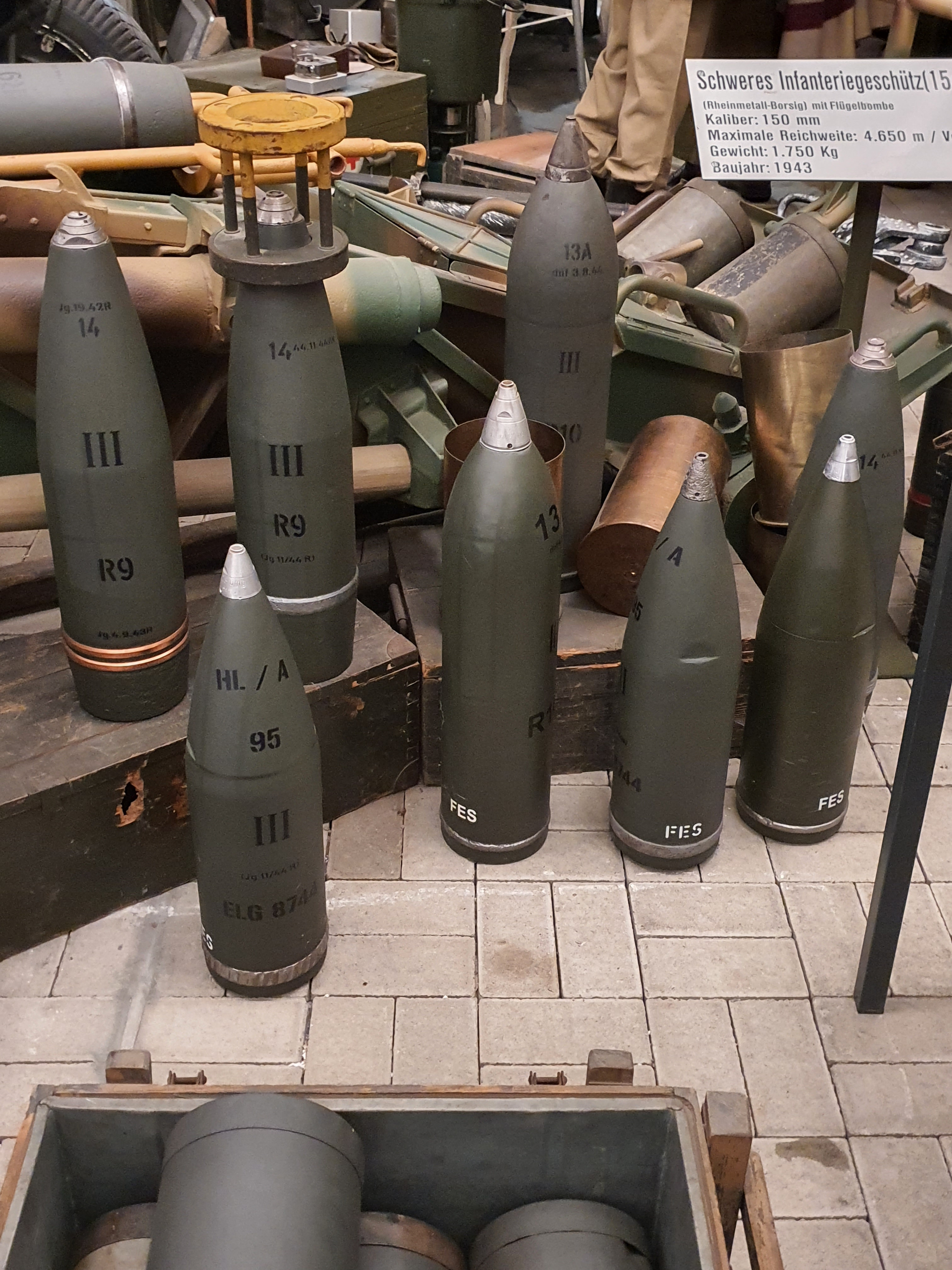
Munition 15cm sIG 33 Museum Diekirch

Für das sIG 33 gab es 38 kg schwere Sprenggranaten, 24,6 kg schwere HL-Granaten und Rauchgranaten. Die Lebensdauer eines Rohres betrug ungefähr 10.000 bis 15.000 Schuss.

## Einsatz

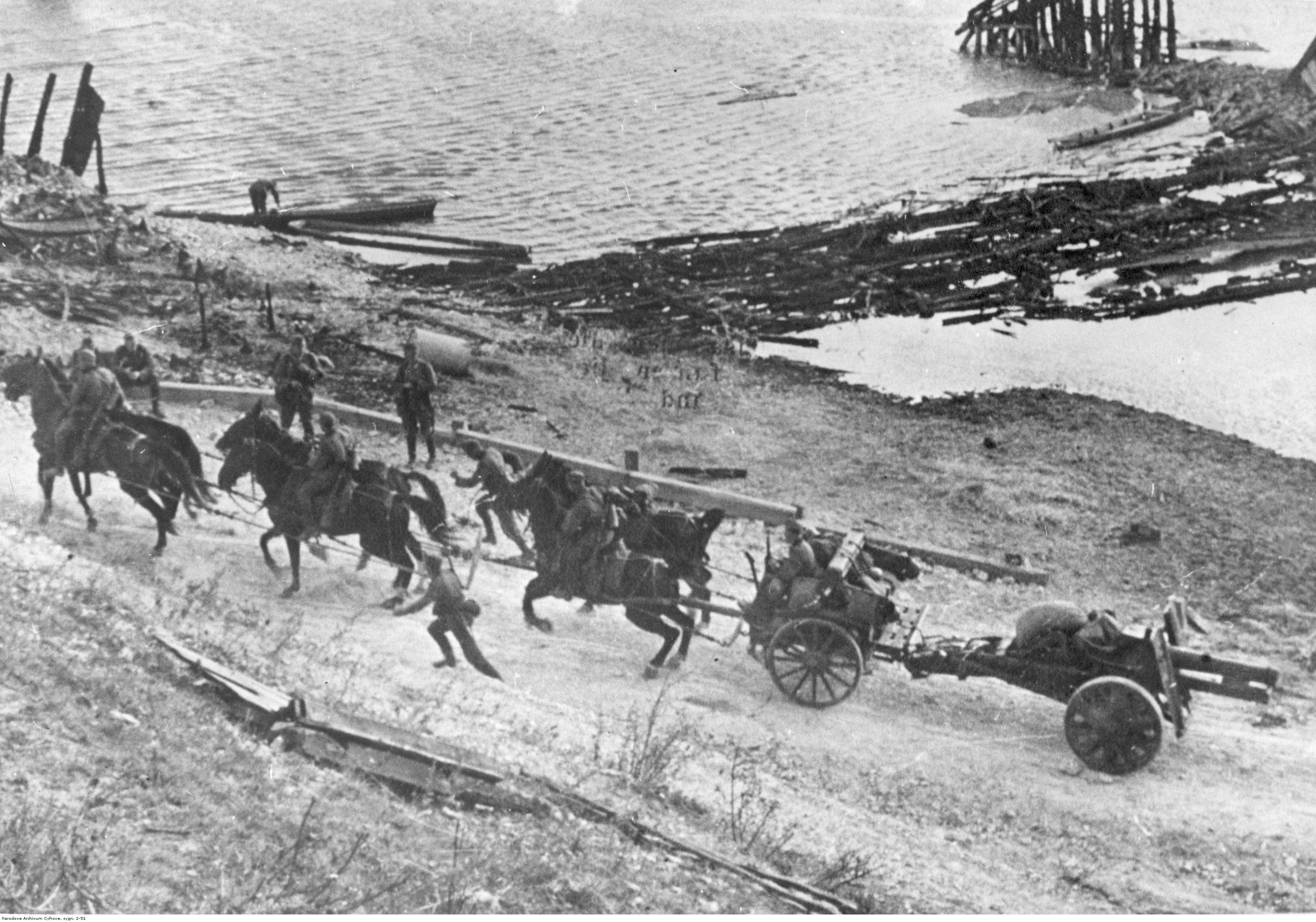
Infanteriegeschütz 33 gezogen vom sechsspännigen Pferdezug

Mit einer Reichweite von minimal 600 bis 4000 m sollte das Feuer der schweren Infanteriegeschütze die Infanterie in Abwehr und Angriff unmittelbar vor der eigenen Schützenlinie unterstützen. Über den Einsatz dieser Waffen wurde auf der Regimentsebene bestimmt. Die Infanteriegeschütz-Kompanien verfügten über leichte und schwere Züge. Das sIG 33 wurde mit je zwei Geschützen in einem Zug in den schweren Zügen eingesetzt.
Im Polen-Feldzug machte die Wehrmacht die Erfahrung, dass die Geschütze teils dem schnellen Vormarsch der Verbände nicht im gleichen Tempo folgen konnten und es zu lange dauerte, bis diese die Verbände unterstützen konnten. Hieraus erwuchs der Wunsch, diese Waffen in Form von Selbstfahrlafetten nah an den angreifenden Verbänden zu halten, um schnell Ziele mit schweren Waffen bekämpfen zu können. So entstanden zwei neue Waffensysteme, für das leichte Infanteriegeschütz das Sturmgeschütz und für die schweren Infanteriegeschütze begann eine Entwicklung die schließlich im Geschützwagen 38 (t) und im Sturmpanzer IV mündete.
Die verschiedenen Fahrzeuge waren:
- 15cm sIG 33 auf Fgst. Pz.Kpfw I Ausf. B „Bison I“ (Unverändertes Geschütz aufgesetzt auf Original Pz.Kpfw. ohne Turm und mit leichter Panzerung)
- sIG 33 (Sf.) auf Fgst. PzKpfw II „Bison II“
- Sturminfanteriegeschütz 33
- Sturmpanzer IV „Brummbär“
- sIG 33/1 (Sf) auf GW 38 (t) Ausf. H „Grille“
- sIG 33/2 (Sf) auf GW 38 (t) Ausf. K „Grille“

Beim Deutschen Afrikakorps wurde von einer Feldwerkstatt ein Aufbau eines Bison II auf das Fahrgestell eines Pz.Kpfw. III gesetzt, vermutlich war das Originalfahrgestell beschädigt worden. Bilder belegen die Existenz dieses Umbaus und wie wichtig der Truppe diese Unterstützungswaffe offensichtlich war, dass man den Aufwand dieses Umbaus betrieb.
Auch im Gebirge oder bei Schnee konnte das schweres Infanteriegeschütz 33 transportiert werden. Dazu wurde dieses zerlegt und auf mehrere Heeresschlitten (Hs. 5), welche ab 1942 zur Verfügung standen, verlastet. Dazu wurden sogenannte Skikufen bereitgestellt. Diese bestanden aus zwei Radkufen und einer Spornkufe und dienten zum Fortbewegen des leichten Infanteriegeschützes im tiefen Schnee. Zeitgleich zum Transport konnten die Kufen auch als Schießunterlage für das Geschütz genutzt werden. Oftmals wurden diese Kufen, durch zur Verfügung gestellter Zeichnungen, selbst angefertigt. Gezogen wurde das Geschütz dann durch die Soldaten selber.

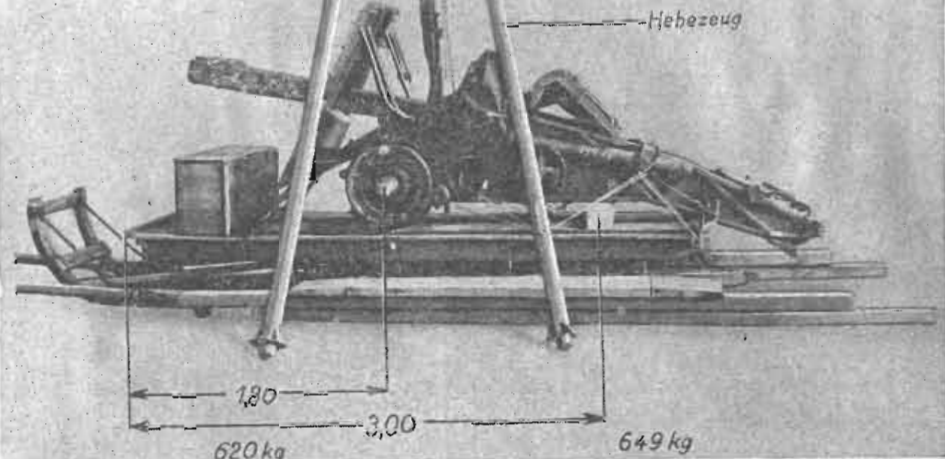
Die Lafette auf dem ersten Hs. 5
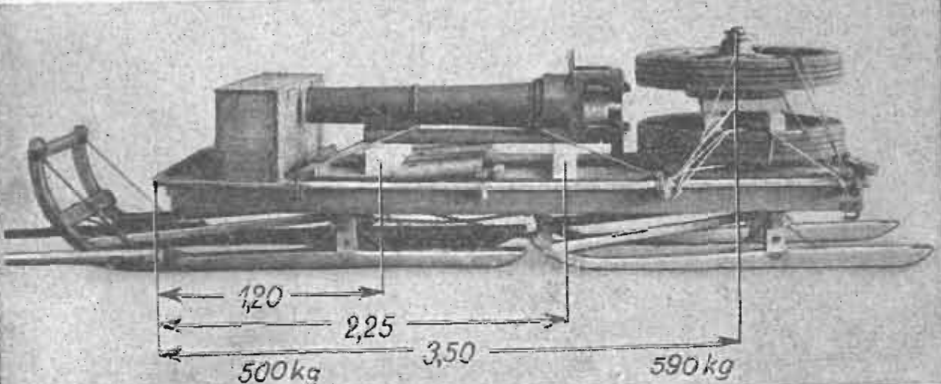
Das Rohr und die Räder auf dem zweiten Hs. 5
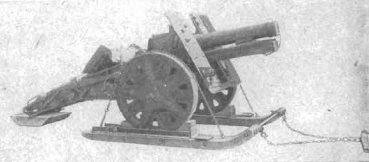
Das schwere Infanteriegeschütz auf Schneekufen

## Verweise

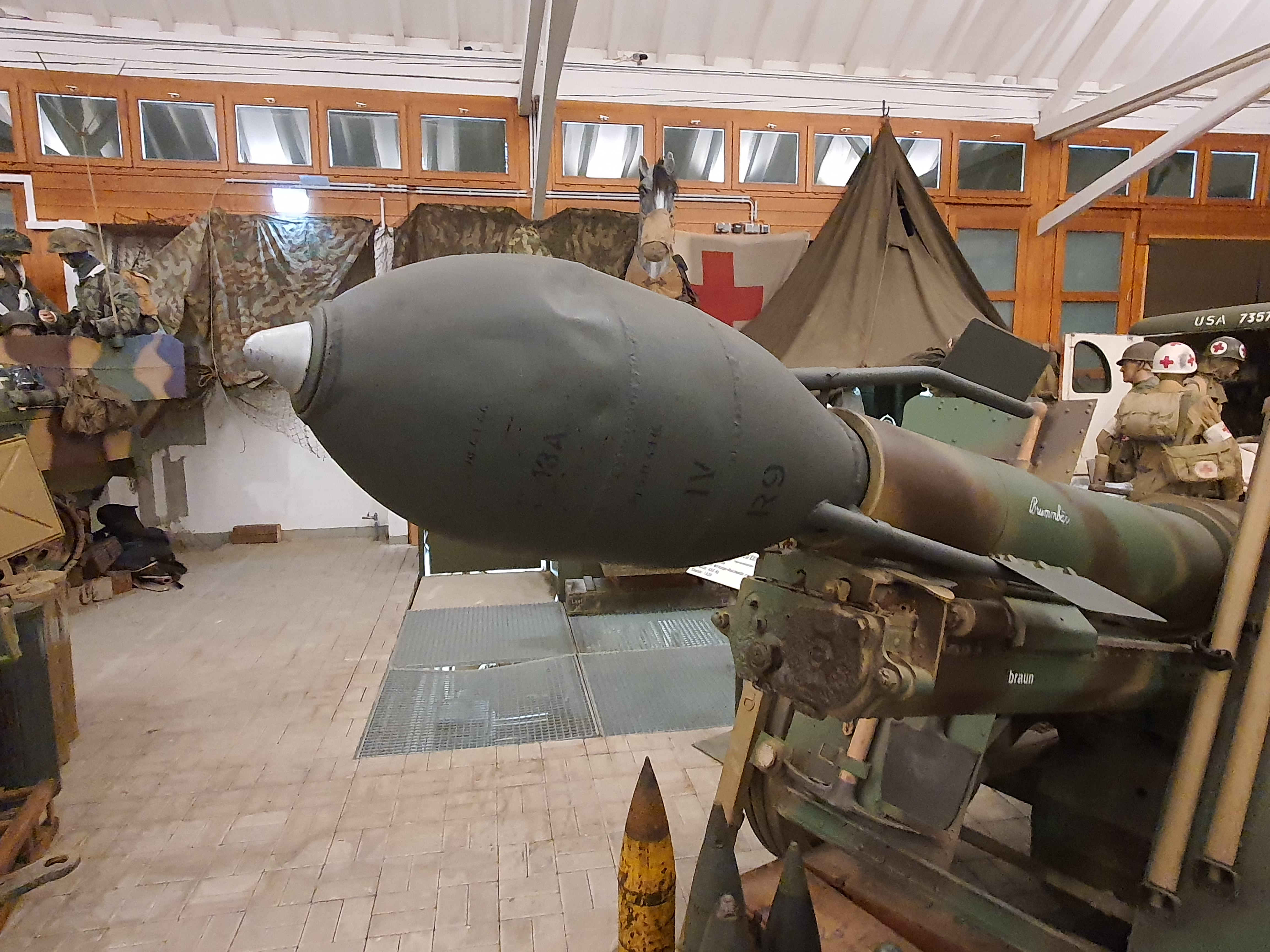
Stielgranate für 15cm sIG 33 Museum Diekirch